# Megaselia costella
Megaselia costella är en tvåvingeart som beskrevs av Rudolf Beyer 1965. Megaselia costella ingår i släktet Megaselia och familjen puckelflugor.
Artens utbredningsområde är Michigan. Inga underarter finns listade i Catalogue of Life.